# SUPERMARKET FANTASY
『SUPERMARKET FANTASY』（スーパーマーケット・ファンタジー）は、日本のバンド・Mr.Childrenの15枚目のオリジナルアルバム。2008年12月10日にトイズファクトリーより発売された。

## 背景とリリース
初回限定盤と通常盤の2形態で発売。初回限定盤にはミュージックビデオを収録したDVDが付属する。Mr.Childrenのアルバムが初回限定盤・通常盤で品番が分かれているのは本作が初となる。また、アリーナツアー『Mr.Children Tour 2009 〜終末のコンフィデンスソングス〜』チケット先行抽選予約の案内が封入されていた。
前作『B-SIDE』から1年7か月ぶり、オリジナルアルバムでは『HOME』から約1年9か月ぶりのアルバム。『HOME』と同様に本作発表時にアリーナツアーの開催も同時発表された。アートディレクターは森本千絵。
アルバムタイトルは、森本がジャケットの各候補に名付けていたタイトルの1つを桜井和寿が気に入ったことからそのまま採用された。ジャケットもそのタイトルが付いていたものが選ばれている。桜井は「スーパーマーケットという消費される市場があって、そこにいろんなタイアップの曲がたくさんあって。でもその中で消費されるということに対して、ネガティブに、卑屈になってしまうのではなくて、でもその消費される中でも素敵なことって起こっていくんじゃないかなと思うし、そうなって欲しいなという願いを込めて音楽を作ってる……、というようなことが連鎖した言葉。」とコメントしている。
本作について桜井は「聴き手のことをすごく意識したアルバム」であると語り、「『HOME』がすごく多くの人に聴いてもらえたので、そこに甘えたり、安心したりしたくなくて。次のアルバムは、〈アーティスティックに〉とか〈新しいことにチャレンジしてみました〉みたいなのには、したくなかった。」、「聴いた人に徹底的に喜んでもらえるようなものをやりたい」と述べている。それが「アマチュア時代の感覚にすごく近い」、「デビュー1枚目がこれだったらよかった」と語っており、鈴木英哉も「すごく若い気がする」とコメントしている。また、桜井は「このアルバムの中には、いっぱい音楽にまつわることが書いてある。それは、音楽ということが、生きていくということであって。」「音楽は消費されるかもしれないし、曲が終われば音は聴こえなくなるけれど、その中にある何か、永遠の声みたいな温かさを持ったものが残ればいい、残ってほしいと思う」とも述べている。

## 制作
本作のレコーディングは2007年12月頃から始まったが、楽曲自体はずっと前からあったといい、2007年夏頃には「口がすべって」「東京」「水上バス」「花の匂い」「終末のコンフィデンスソング」が既に存在していた。
本作のレコーディングのペースは速く、最初の頃は二日間で1曲半が完成していたという。

## チャート成績
オリコンチャートの初動売上は70.8万枚で、オリジナルアルバムでは『シフクノオト』以来3作ぶりに70万枚を突破し、2008年に発売されたオリジナルアルバムでは最高売上を記録した。累計売上は『HOME』に続き2週連続1位を獲得、発売から4週目（合算週）で100万枚を突破し、オリジナルアルバムでは『IT'S A WONDERFUL WORLD』から5作連続、アルバム通算12作目のミリオンセラーを獲得した。累計売上は127.8万枚。
上半期アルバムチャートでは唯一のミリオンセラーであり、『HOME』に続いて3作目の1位を獲得した。オリジナルアルバムとしては最後のミリオンセラーとなっている。

## 収録内容
| 全作詞・作曲: 桜井和寿、全編曲: 小林武史 & Mr.Children、オーケストラ・アレンジ: 小林武史 & 四家卯大。 |                                                             |          |            |      |
| # | タイトル                                                    | 作詞     | 作曲・編曲 | 時間 |
| 1. | 「終末のコンフィデンスソング」(管編曲：小林武史 & 山本拓夫) | 桜井和寿 | 桜井和寿   | 5:11 |
| 2. | 「HANABI」                                                  | 桜井和寿 | 桜井和寿   | 5:43 |
| 3. | 「エソラ」(管編曲：小林武史 & 山本拓夫)                     | 桜井和寿 | 桜井和寿   | 5:06 |
| 4. | 「声」                                                      | 桜井和寿 | 桜井和寿   | 4:17 |
| 5. | 「少年」                                                    | 桜井和寿 | 桜井和寿   | 5:38 |
| 6. | 「旅立ちの唄」                                              | 桜井和寿 | 桜井和寿   | 5:37 |
| 7. | 「口がすべって」                                            | 桜井和寿 | 桜井和寿   | 4:13 |
| 8. | 「水上バス」                                                | 桜井和寿 | 桜井和寿   | 5:05 |
| 9. | 「東京」                                                    | 桜井和寿 | 桜井和寿   | 4:37 |
| 10.                                                                                                   | 「ロックンロール」                                          | 桜井和寿 | 桜井和寿   | 3:31 |
| 11.                                                                                                   | 「羊、吠える」                                              | 桜井和寿 | 桜井和寿   | 4:40 |
| 12.                                                                                                   | 「風と星とメビウスの輪」                                    | 桜井和寿 | 桜井和寿   | 5:17 |
| 13.                                                                                                   | 「GIFT」                                                    | 桜井和寿 | 桜井和寿   | 5:44 |
| 14.                                                                                                   | 「花の匂い」                                                | 桜井和寿 | 桜井和寿   | 5:10 |
| 合計時間:                                                                                             | 合計時間:                                                   | 69:30    |            |      |

| #  | タイトル       | 作詞 | 作曲・編曲 |
| -- | -------------- | ---- | ---------- |
| 1. | 「旅立ちの唄」 |      |            |
| 2. | 「GIFT」       |      |            |
| 3. | 「HANABI」     |      |            |
| 4. | 「花の匂い」   |      |            |
| 5. | 「エソラ」     |      |            |

## 楽曲解説
1. 終末のコンフィデンスソング
  - 2009年に開催されたアリーナツアーのタイトルは『Mr.Children Tour 2009 〜終末のコンフィデンスソングス〜』と、この曲の複数形がタイトルとなっている。
  - 当初からアルバムの1曲目になることを想定していたという[11]。
2. HANABI
  - 33rdシングル表題曲。
3. エソラ
  - 仮タイトルは「貨物船」[12]。
  - 本作のリードナンバーであり[13]、鈴木英哉も「アルバムを象徴する歌だと思う」とコメントしている[4]。現在はライブ定番曲にもなっている。
  - タイトルは「絵空事」からで、桜井和寿は「『夢物語』って『物語』が付いたことによって否定的な、かなわないものっていうニュアンスが出てくるじゃないですか。だから『絵空事』も『事』を取りたかったんです。」と語っている[14]。
  - 当初、デモテープの段階では今と異なるイントロだったが、「終末のコンフィデンスソング」をレコーディングしている際に「君の瞳に恋してる」のようなわかりやすい過剰な演出がいいと思い、変更された[4]。
  - 桜井の「ベタ過ぎて恥ずかしい」といった理由で、本作が完成するギリギリまで歌詞を推敲していた[4]。そのため、アルバムの中で最後に完成した曲で[15]、本アルバムジャケットのデザインを見て歌詞を書いたという[16]。また、歌詞の「メロディーライン」「Oh Rock me baby tonight」は仮歌のときからあった[4]。
  - ミュージック・ビデオが制作されている。監督はジャケットデザインを担当した森本千絵と児玉裕一からなる“こだまgoen°”が務めており、終盤には片桐仁（ラーメンズ）と片桐の息子が数秒のみ出演している。本アルバムの初回限定盤の他に、ベスト・アルバム『Mr.Children 2005-2010 <macro>』の初回限定盤、ライブ・ビデオ『Mr.Children DOME & STADIUM TOUR 2017 Thanksgiving 25』にも収録されている。このミュージック・ビデオは『SPACE SHOWER Music Video Awards 09』で「BEST ART DIRECTION VIDEO」を受賞した。
  - 後に発売されたベスト・アルバム『Mr.Children 2005-2010 ＜macro＞』『Mr.Children 2003-2015 Thanksgiving 25』にも収録された。
4. 声
  - フジテレビ系ドラマ『コード・ブルー -ドクターヘリ緊急救命-』新春スペシャルと、その続編である『コード・ブルー -ドクターヘリ緊急救命- 2nd season』最終回の挿入歌に起用された。
  - サビの部分には歌詞がなく「イェーイ」の繰り返しで歌っており[17]、メンバーはそこにこの曲のすべてが詰まっていると述べた[18]。
5. 少年
  - NHKドラマ8『バッテリー』主題歌[19]。
  - タイアップが決まった段階で曲も発表され、NHK『夏うた2008』や野外音楽イベント『ap bank fes '08』などでは既に披露されていたが、長らく音源化されていなかった。
  - ドラマを観て、「『扉をノックする』っていうことを鍵に、思春期の子を持つ親の気持ちと、自分の中にある少年性っていうものを繋げていきながら」歌詞を書いたと桜井は語っている[20]。
6. 旅立ちの唄
  - 31stシングル表題曲。
7. 口がすべって
  - メロディーと同時に冒頭の歌詞が浮かび、そこから膨らませて作っていったという[21]。
  - メンバーはこの曲について、『深海』や『BOLERO』の頃には絶対に書けない歌詞だと評している[22]。
8. 水上バス
  - メロディーと同時に「水上バス」という言葉は浮かんだものの、当初桜井は水上バスが登場する物語が思いつかなかった。そのため一度歌詞がクリスマスソングになったが、メンバーからは反対されたという[23][20]。
9. 東京
  - 元々は31stシングル『旅立ちの唄』のカップリング曲候補だったが、もっと時間をかけて作りたくなったため見送られた[24]。
  - 桜井曰く「『東京』って街はどうしても否定されがちなところがあるじゃないですか。そこをあえて逆に肯定したいなと思って書いたんです。」とのこと[22]。
10. ロックンロール
  - 仮タイトルは「わかってるよ」[22]。
  - 桜井曰く「女々しさや情けなさを持った歌詞にしたかった」[15]。
  - ギターソロは桜井が弾いており[25]、クイーンをイメージしたという[15]。
11. 羊、吠える
  - 31stシングル『旅立ちの唄』カップリング曲。
  - オリジナルアルバムにカップリング曲が収録されるのは11thアルバム『シフクノオト』収録の「空風の帰り道」以来となる。
12. 風と星とメビウスの輪
  - フジテレビ系ドラマ『コード・ブルー -ドクターヘリ緊急救命-』新春スペシャル挿入歌に起用された。
  - 桜井は「ファンのリスナーとミスター・チルドレンのメビウスでもあり、スタッフとミスター・チルドレンのメビウスでもあり、もちろん、夫婦のメビウスかもしれないし、恋人同士のメビウスでも、何にでも当てはまるもの」と語っている[4]。
  - 曲が進むにつれてバンドやストリングス、ブラスの音が重なっていく構成。これは小林武史によるアイデアで、桜井は元々ピアノのみの素朴なアレンジをイメージしていた[25]。そのアレンジバージョンは32ndシングル『GIFT』のカップリング曲として収録されている。
13. GIFT
  - 32ndシングル表題曲。アウトロがシングル収録の音源とはやや異なっており、以降のベスト・アルバムにはこのバージョンで収録されている。
14. 花の匂い
  - 1st配信限定シングル。シングルと同一音源だが、前曲の余韻が僅かに残っている。

## 参加ミュージシャン
- Mr.Children
  - 桜井和寿：Vocal, Guitar
  - 田原健一：Guitar
  - 中川敬輔：Bass
  - 鈴木英哉：Drums
- 小林武史：Keyboards
- 安達練：Computer Programming

| 終末のコンフィデンスソング - 山本拓夫：Sax - 西村浩二：Trumpet - 奥村晶：Trumpet - 広原正典：Trombone - 藤井珠緒：Percussion HANABI - 四家卯大ストリングス：Strings - 四家卯大：Stings - 沖祥子：Strings - 伊勢三木子：Strings - 菊地幹代：Strings エソラ - 山本拓夫：Sax - 西村浩二：Trumpet - 奥村晶：Trumpet - 広原正典：Trombone - 四家卯大ストリングス：Strings - 四家卯大：Stings - 沖祥子：Strings - 伊勢三木子：Strings - 菊地幹代：Strings 旅立ちの唄 - 川城恵：Oboe - 四家卯大ストリングス：Strings - 四家卯大：Stings - 沖祥子：Strings - 伊勢三木子：Strings - 菊地幹代：Strings | 口がすべって - 西村浩二：Trumpet - 広原正典：Trombone - 藤井良太：Bass Trombone - 藤田乙比古：Horn - 勝俣泰：Horn - 四家卯大ストリングス：Strings - 四家卯大：Stings - 沖祥子：Strings - 伊勢三木子：Strings - 菊地幹代：Strings 東京 - 四家卯大ストリングス：Strings - 四家卯大：Stings - 沖祥子：Strings - 伊勢三木子：Strings - 菊地幹代：Strings - 藤井珠緒：Castanet 風と星とメビウスの輪 - 西村浩二：Trumpet - 広原正典：Trombone - 藤井良太：Bass Trombone - 藤田乙比古：Horn - 勝俣泰：Horn - 四家卯大ストリングス：Strings - 四家卯大：Stings - 沖祥子：Strings - 菊地幹代：Strings GIFT - 四家卯大ストリングス：Strings - 四家卯大：Stings - 沖祥子：Strings - 伊勢三木子：Strings - 菊地幹代：Strings |

## テレビ出演
『僕らの音楽』では桜井が伊集院光と対談した。
| 番組名                                                | 日付           | 放送局     | 演奏曲                  |
| ----------------------------------------------------- | -------------- | ---------- | ----------------------- |
| 2008 FNS歌謡祭                                        | 2008年12月3日  | フジテレビ | HERO HANABI             |
| ミュージックステーション                              | 2008年12月5日  | テレビ朝日 | エソラ                  |
| Music Lovers                                          | 2008年12月7日  | 日本テレビ | 花 -Mémento-Mori- GIFT  |
| SONGS                                                 | 2008年12月10日 | NHK        | GIFT HANABI エソラ 少年 |
| 僕らの音楽                                            | 2008年12月12日 | フジテレビ | GIFT エソラ             |
| Music Lovers                                          | 2008年12月14日 | 日本テレビ | HANABI エソラ 少年      |
| 1億3000万人が選ぶ! ベストアーティスト2008             | 2008年12月16日 | 日本テレビ | HANABI                  |
| HAPPY Xmas SHOW! あなたのリクエストとつながる音楽番組 | 2008年12月23日 | 日本テレビ | GIFT エソラ             |
| ミュージックステーションスペシャル スーパーライブ2008 | 2008年12月26日 | テレビ朝日 | GIFT HANABI             |
| 第59回 NHK紅白歌合戦                                  | 2008年12月31日 | NHK        | GIFT                    |
| Music Lovers                                          | 2009年1月5日   | 日本テレビ | 花の匂い                |

## ライブ映像作品
| 曲名                       | 作品名                                                       |
| -------------------------- | ------------------------------------------------------------ |
| 終末のコンフィデンスソング | Mr.Children Tour 2009 〜終末のコンフィデンスソングス〜       |
| HANABI                     | →「 HANABI#ライブ映像作品 」を参照                           |
| エソラ                     | Mr.Children Tour 2009 〜終末のコンフィデンスソングス〜       |
| エソラ                     | ap bank fes '09                                              |
| エソラ                     | Mr.Children DOME TOUR 2009 SUPERMARKET FANTASY IN TOKYO DOME |
| エソラ                     | Mr.Children Tour 2011 SENSE                                  |
| エソラ                     | Mr.Children STADIUM TOUR 2011 SENSE -in the field-           |
| エソラ                     | MR.CHILDREN TOUR POPSAURUS 2012                              |
| エソラ                     | Mr.Children [(an imitation) blood orange] Tour               |
| エソラ                     | Mr.Children REFLECTION {Live & Film}                         |
| エソラ                     | Mr.Children DOME & STADIUM TOUR 2017 Thanksgiving 25         |
| エソラ                     | Mr.Children 30th Anniversary Tour 半世紀へのエントランス     |
| 声                         | Mr.Children Tour 2009 〜終末のコンフィデンスソングス〜       |
| 声                         | Mr.Children DOME TOUR 2009 SUPERMARKET FANTASY IN TOKYO DOME |
| 声                         | ap bank fes '10                                              |
| 声                         | miss you LIVE                                                |
| 少年                       | Mr.Children Tour 2009 〜終末のコンフィデンスソングス〜       |
| 旅立ちの唄                 | →「 旅立ちの唄#ライブ映像作品 」を参照                       |
| 口がすべって               | Mr.Children Tour 2009 〜終末のコンフィデンスソングス〜       |
| 口がすべって               | Mr.Children REFLECTION {Live & Film}                         |
| 口がすべって               | miss you LIVE                                                |
| 水上バス                   | Mr.Children Tour 2009 〜終末のコンフィデンスソングス〜       |
| 東京                       | Mr.Children Tour 2009 〜終末のコンフィデンスソングス〜       |
| 東京                       | MR.CHILDREN TOUR POPSAURUS 2012                              |
| ロックンロール             | Mr.Children Tour 2009 〜終末のコンフィデンスソングス〜       |
| 風と星とメビウスの輪       | Mr.Children Tour 2009 〜終末のコンフィデンスソングス〜       |
| 風と星とメビウスの輪       | Mr.Children DOME TOUR 2009 SUPERMARKET FANTASY IN TOKYO DOME |
| 風と星とメビウスの輪       | Mr.Children STADIUM TOUR 2011 SENSE -in the field-           |
| 風と星とメビウスの輪       | Mr.Children Tour 2018-19 重力と呼吸                          |
| GIFT                       | →「 GIFT#ライブ映像作品 」を参照                             |
| 花の匂い                   | →「 花の匂い § ライブ映像作品 」を参照                       |